# هنري روبرت فرانكل
هنري روبرت فرانكل (بالإنجليزية: Henry R. Frankel)‏ هو مؤرخ علوم وأستاذ جامعي وفيلسوف أمريكي، ولد في 11 أكتوبر 1944.